# Podilsk
Podilsk (ukrainsk: Подільськ, rumænsk: Bârzula eller Bârzu), indtil maj 2016 Kotovsk (ukrainsk: Котовсьськ), er en by i Odessa oblast, Ukraine. Administrativt er Podilsk regnet som en By af regional betydning. Den fungerer også som administrativt centrum for Podilsk rajon, et af de syv rajoner (distrikter) i Odessa Oblast. I 2001 var indbyggertallet 40.718. Det er den største by i den nordlige del af Odessa Oblast.
Byen  havde i 2021 en befolkning på omkring 39.662 mennesker.

## Galleri
- Suputnyk Hotel i Podilsk
- Podilsk supermarked
- Bypark